# Kenneth Bednarek
Kenneth Bednarek (Tulsa, 14 de outubro de 1998) é um velocista norte-americano, especializado nos 100 m e 200 m rasos. 
Medalhista de prata no Campeonato Mundial de Atletismo de 2022, ele tem também duas pratas olímpicas em Tóquio 2020 e Paris 2024, conquistadas nos 200 m rasos.

## Palmarés internacional
| Jogos Olímpicos | Jogos Olímpicos | Jogos Olímpicos  | Jogos Olímpicos |
| Ano             | Lugar           | Medalha          | Prova           |
| --------------- | --------------- | ---------------- | --------------- |
| 2024            | Paris ( França) | Medalha de prata | 200 m           |
| 2020            | Tóquio ( Japão) | Medalha de prata | 200 m           |